# Bonifatiuskapelle (Frankfurt am Main)

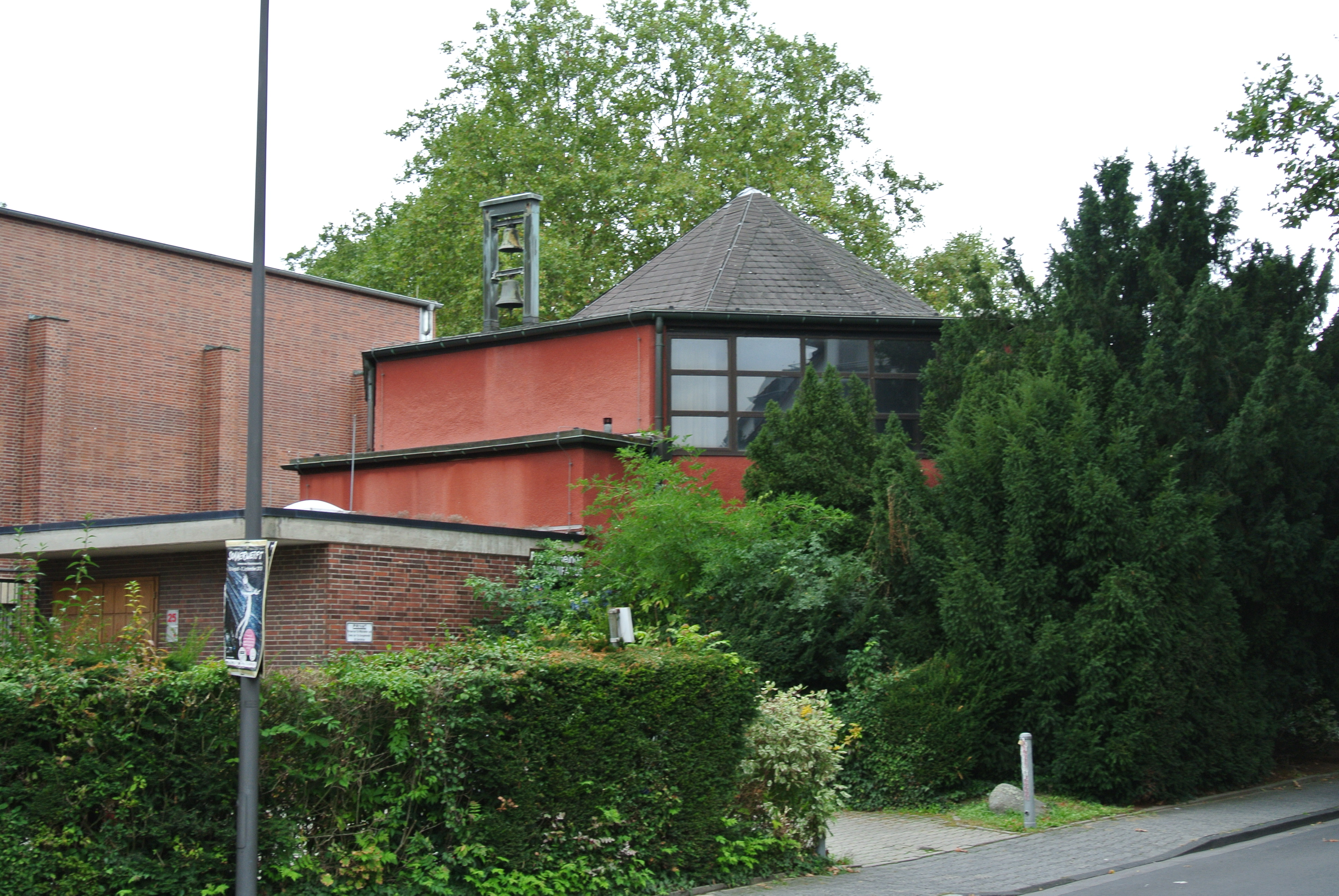
Bonifatius-Kapelle von Süden

Die römisch-katholische St.-Bonifatius-Kapelle befindet sich im Frankfurter Stadtteil Bonames unweit der historischen Ortsmitte. Sie entstand nach Plänen des Architekten Martin Weber im Stil der Neuen Sachlichkeit und wurde im Jahr 1933 dem heiligen Bonifatius geweiht.

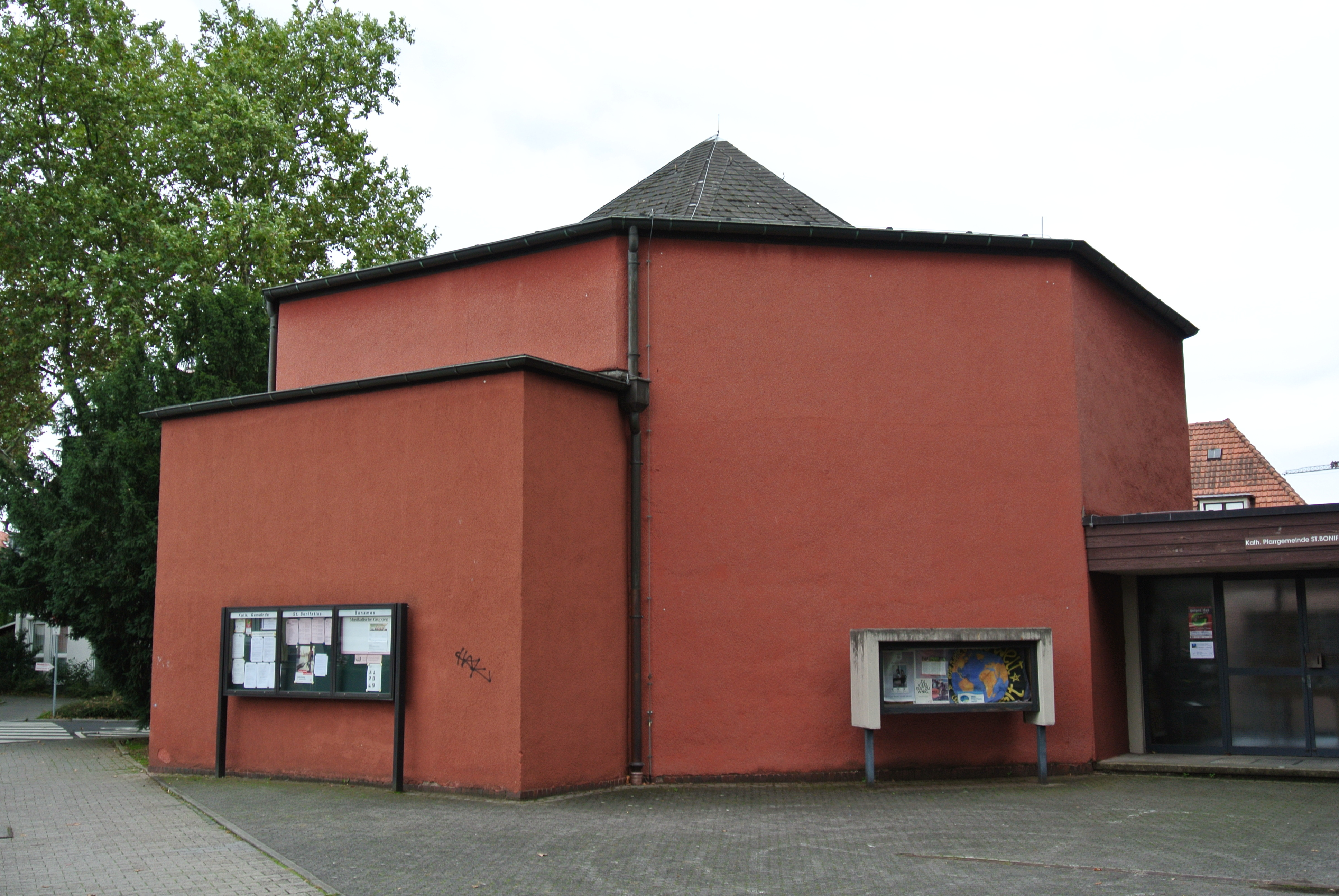
Bonifatius-Kapelle von Norden

## Entstehung
Die Bonameser Gemeinde wurde im Jahr 1882 eine Kirchenfiliale der benachbarten Kalbacher Gemeinde. Da die Zahl der Gemeindemitglieder Ende der 1920er Jahre auf knapp 550 anstieg, entstand der Bedarf für ein Gotteshaus. Durch Haussammlungen, Bettelbriefe, Kollekten, Spenden und einen größeren Bauzuschuss vom Bonifatiusverein wurde die Finanzierung des Kapellenbaus ermöglicht. Das Baugrundstück an der Einmündung der Bonameser Hainstraße in den Oberen Kalbacher Weg steuerte die Kalbacher Gemeinde bei. Die Grundsteinlegung war am Ostermontag 1932, die Benediktion fand am 19. März 1933 statt.

## Architektur
In der Zeit der Weltwirtschaftskrise konzipierte Martin Weber die Kapelle mit äußerst sparsamen Mitteln als Holzskelettbau. Der Entwurf basiert auf einem oktogonalen Grundriss. Die Raumbreite beträgt vierzehn und die Höhe bis zur Traufe sieben Meter. Ein Zeltdach betont das Konzept des Zentralbaus. Zwischen den Holzstützen sind die Wände ausgemauert und waren von außen ursprünglich hell verputzt. Zwischen Wand und Dach sind im Süden horizontal gegliederte Fenster angeordnet. Das äußere Erscheinungsbild trägt damit deutliche Züge der Gustav-Adolf-Kirche im benachbarten Niederursel. 
Der Eingang der Kapelle befand sich ursprünglich im Süden. Beim Eintreten blickte man auf die Chornische mit dem Altar. Im Innern war der Raum aufgrund der Grundrissform einerseits zentriert und durch die Art der Bestuhlung andererseits auf den Altar ausgerichtet. Die Kapelle hatte 160 Sitzplätze. Westlich schloss die Sakristei an. Im Innenraum dominiert Holz, aus dem die Stützen, die Wand- und die Dachverkleidung bestehen. In dem südlichen Glockenstuhlreiter befindet sich eine Glocke, die in den 1950er Jahren als Ersatz für eine im Zweiten Weltkrieg requirierte Glocke angeschafft wurde.

## Veränderungen der Kapelle aufgrund des benachbarten Kirchenneubaus
In den 1960er Jahren wurde auf dem benachbarten Grundstück die neue St.-Bonifatius-Kirche errichtet. Für den Kirchenneubau wurde die Sakristei der Kapelle niedergelegt und an der Stelle ein für beide Gotteshäuser gemeinsamer neuer Eingang geschaffen. Im Bereich des ehemaligen, zwischenzeitlich geschlossenen Eingangs im Süden wurden Nebenräume errichtet. Im Innern wurde das ursprünglich naturbelassene Holz in den 1970er Jahren mit einer schwarzen Lasur versehen. Der heutige dunkle Raumeindruck ist daher deutlich anders als ehemals. Die Kapelle wurde umgewidmet und wird seither als Pfarrsaal genutzt. Sie steht unter Denkmalschutz. Inzwischen gehört die Gemeinde St. Bonifatius zum Pastoralen Raum Frankfurt-Nordrand.